# Blue Gender
A Blue Gender (ブルージェンダー; Burú Dzsendá; Hepburn: Burū Jendā) 26 részes japán animesorozat, amit 1999 és 2000 közt sugároztak Japánban. Az AIC készítette, az Egyesült Államokban a Funimation produkciós cég forgalmazta. 2003-ban megjelent az amerikai televíziókban az Adult Swim, a Cartoon Network felnőtteknek szóló rajzfilmadóján (eredetileg a Toonami-blokkba szánták, és így erősen cenzúrázták az erőszakos, véres jelenetek és meztelenség miatt).
Az Egyesült Királyságban 2002-2003 közt sugározták a SyFy (korábbi nevén Sci Fi Channel) kábeltelevíziós csatornán. Magyarországon az A+, majd az Animax és az AXN Sci-Fi vetítette vágatlanul, magyar szinkronnal 2005 és 2007 közt. Az animét eredetileg az RTL Klub rendelte be szinkronos formához, de teljesen felnőttkorú tartalma miatt nem vetítette le és átadta az A+ adónak. Illetve a Japanimánia rádióadás szerint várható volt DVD-kiadás az RTL-től, de ez sem történt meg soha.
A blue az into the blue (az ismeretlenbe) kifejezésből származik, így a Blue Gender értelmezése „ismeretlen faj”.

## Története
A sorozat a 2030-as években játszódik, története azonban a 21. század elejére nyúlik vissza. Kaidó Júdzsi egy átlagos, fiatal férfi, akinél súlyos betegséget diagnosztizáltak. Ezek az úgynevezett "B-sejtek", egy olyan sejtmutáció, melyet a tudósok nem tudtak megállítani, így azokat az embereket, akikben megjelent a B-sejt, betették az alvóprogramba, melynek lényege, hogy az alanyokat kapszulákba fektetve hibernálják, míg az orvosok az ellenszer kifejlesztésén dolgoznak. A terv az, hogy amint megtalálják a megfelelő gyógymódot, az összes alvót felébresztik és meggyógyítják. Hogy segítsék az ellenszer kifejlesztését, állatkísérleteket vetettek be, azonban a tesztalanyok elszabadultak, keveredtek normális társaikkal és hatalmasra nőttek. Így jelent meg 2017-ben a blue, egy új és ismeretlen faj, mely hamar elszaporodott és kiirtotta az emberiség nagy részét. Az életben maradtak közül a legkiváltságosabbak az űrbe menekültek, ahol létrehozták ellenállásuk központját és új otthonukat, a Második Földet. Katonákat képeztek, s céljuk, hogy egy nap visszafoglalják a Földet a blue-tól. Innen indul az anime.
Huszonkét évvel a B-sejt megjelenése után egy hibernáló központban találjuk magunkat, ahonnét az alvók kimenekítése zajlik éppen. Júdzsit két katona és egy mecha harcos robot kíséri, miközben ő egy kapszulában alszik, addig a pillanatig, amíg meg nem jelenik egy szörnyeteg. Harcba bocsátkoznak, mire Júdzsi felébred; egy teljesen új világban találja magát, és nem érti, hogy mi történik. A blue megöli a két katonát, de a hatalmas robottal már nem bír, s míg egymással csatáznak, Júdzsi elmenekül, és az épület egy másik részében szembe találja magát a blue kegyetlenségével. Rémült főhősünk segítségére a mecha siet, melynek irányítója egy gyönyörű lány, Marlene Angel, a Második Föld katonája. Együtt kijutnak a központból, és Júdzsi megtudja, hogy egy egész csapat érkezett a kimentésére. Egyetlen céljuk élve eljuttatni a "csomagot" az űrközpontba.
Az űrállomásig azonban kalandos, drámai és véres út vezet, mely során Júdzsinak szembe kell néznie a világ tragikus változásával, s meg kell tanulnia az életben maradás új játékszabályait. Minden társuk meghal, így Júdzsi és Marlene ketten folytatják útjukat az űrállomás felé. Nem csak szörnyekkel és más katonákkal találkoznak, hanem azon védtelen és egyszerű civilekkel is, akiknek már nem jutott hely a Második Földön, s így a blue-val teli világban kellett maradniuk bármilyen anyagi vagy katonai támogatás nélkül. A Második Föld úgy tekint ezekre az emberekre, mint a blue feláldozható élelemforrására. Az anime végigkíséri Júdzsi és Marlene veszélyekkel teli útját a Második Földig, bemutatván az emberiség harcát a blue ellen, embertársaik közönyét és kegyetlenségét a Földön rekedt civilek iránt, valamint Júdzsi és Marlene jellemfejlődését és egyre mélyülő kapcsolatát. Júdzsi eleinte nehezen birkózik meg a lány érzéketlenségével, utazásuk során azonban egyre közelebb kerülnek egymáshoz, és a fiú szép lassan meglágyítja Marlene szívét, megismerik egymás rejtett oldalát is.
A történet a Második Föld elérése után is folytatódik. Júdzsi súlyosan megsérül az űrhajón, amikor megvédi Marlene-t egy, a hajóra felszökött blue támadásától. Az űrközpontban a páros rövid időre elszakad egymástól, az állomás vezetői mindent megtesznek, hogy elkülönítsék egymástól Júdzsit és Marlene-t. Marlene életében először fellázad, a parancsot megtagadva megszökteti Júdzsit; végül a vezetők engednek az alvó akaratának, és jóváhagyják, hogy Marlene a fiú mellett maradjon. Megkezdik Júdzsi és a hozzá hasonló alvók katonai kiképzését, melynek alapja a B-sejtjeik aktiválása; ezek azonban egyre inkább hatalmukba kerítik az alvókat. Barátja és riválisa, Tony hatására Júdzsi egyre nagyobb megszállottjává válik a blue elleni harcnak, egy érzelemmentes gyilkológép lesz belőle, és csak Marlene tudja nagy nehezen visszarántani az őrületből (ami azért érdekes, mert a történet elején Marlene volt az érzéketlen gép, akit Júdzsi megszelídített, itt pedig pont fordítva). Tony azonban a blue-k mellé áll, és felviszi a fajt az űrbe; célja, hogy megsemmisítse a Második Földet. Júdzsiék végül megmentik az űrállomást, melynek új vezetője, Szeno Mijagi feladja a harcot a Földért, és kinevezi az emberiség hivatalos otthonává a Második Földet. Júdzsit azonban nem hagyja nyugodni a Föld akarata, tudni szeretné, miért jelent meg a blue, így úgy dönt, Marlene-nel együtt még egyszer, utoljára visszatérnek a Földre, s megpróbálják visszaszerezni az otthonukat.
A 26 rész komoly társadalomkritikát fogalmaz meg Földünk elkorcsosulásáról, a mértéktelen szennyezés következményeiről, s a bolygó erre adott válaszáról.

## Szereplők

### Főbb szereplők

#### Kaidó Júdzsi
Szinkronhangja: Nodzsima Kendzsi  (japán), Eric Vale (angol), Varga Rókus (magyar)
Kaidó Júdzsi (海堂 祐司; Hepburn: Kaidō Yūji): Miután 2009-ben, 17 évesen gyógyíthatatlan betegséget diagnosztizálnak nála (később kiderül, hogy ezek a B-sejtek), az orvosok tanácsára a kriogén alvást választja abban a reményben, hogy mire felébred, megtalálják a gyógymódot. Ekkor még egy benzinkútnál dolgozik, kedvenc időtöltése a motorozás a legjobb barátjával, Takasival. Takasi és ő megígérik egymásnak, hogy amint Júdzsi felébred, újra találkoznak. Ezek után több száz másik emberrel együtt ő is bekerül az alvóprogramba, és több mint 22 évig alszik. 2031-ben, mikor felébred és rádöbben, hogy a Földet ellepte a blue (és a barátja, Takasi is valószínűleg meghalt), összeomlik, már nem találja a helyét ebben a furcsa és könyörtelen világban. Nem érti, miért kell ennyi életet feláldozni a Föld visszaszerzéséért, és miért ébresztették fel, miért nem hagyták inkább tudatlanul tovább aludni. Júdzsi legnagyobb előnye és hátránya, hogy képtelen irányítani az érzelmeit, idővel azonban megtanul alkalmazkodni. Az útjuk során vonzalom alakul ki közte és megmentője, Marlene közt. Később, a Második Földön aktiválják a B-sejtjeit, és egy könyörtelen gyilkológépet csinálnak belőle.

#### Marlene Angel
Szinkronhangja: Kuvasima Hóko  (japán), Laura Bailey (angol), Zsigmond Tamara (magyar)
Marlene Angel (マリーン・エンジェル; Marín Endzseru; Hepburn: Marīn Enjeru): Pilóta a Második Földről. Azonosítószáma 2805. Nincs sok emléke a földi életéből, mivel 10 éves korában az egész családját kiirtotta a blue, és egy véletlen folytán azon szerencsések egyike lett, akiket felvittek a Második Földre. Katonai kiképzést kapott, a felettesei szorgalmas, jó tanulónak látták. A katonai szigor és a kemény bánásmód meglátszik viselkedésén, a sorozat elején nagyon szigorú és szívtelen. Az emberek, akik a Földön élnek, számára csak feláldozható tárgyak voltak, amíg meg nem ismerte Júdzsit. A hosszú út alatt megkedvelik egymást és vonzalom alakul ki köztük. Marlene érzelmei felszínre kerülnek, és minden, amit eddig tanult és amiben eddig hitt, szép lassan leomlik. Az űrállomáson elválasztják őket egymástól, később azonban Marlene harcias természetének köszönhetően csapattársak lesznek. A sorozat végén várandós lesz.

### További szereplők

#### Tony Frost
Szinkronhangja: Szató Hirojuki  (japán), Jerry Jewell (angol), Kossuth Gábor (magyar)
Tony Frost (トニー・フロスト; Toní Furoszuto; Hepburn: Tonī Furosuto) is egy alvó, aki Júdzsival ellentétben a Második Földön ébredt fel. Nagyon erős, az Alvók Brigádjának egyik kiemelkedő tagja, és senkiben sem bízik. Könyörtelen a blue-val szemben, az ő képességei példát mutatnak Júdzsi számára, aki egyre mániákusabban arra törekszik, hogy túlszárnyalja riválisát. Tony-nak nincsenek érzelmei, számára az egyetlen örömöt a blue gyilkolásakor érzett eufória jelenti. Amikor a Második Földön aktiválják a B-sejtjeit, Messiásként kezd magára tekinteni, akinek az a feladata, hogy véghez vigye az "ősi akaratot"; ez szerinte a Föld terve az emberiség ellen. Ezért az egyik küldetésen az emberek ellen fordul és csatlakozik a blue-hoz.

#### Alicia Whistle
Szinkronhangja: Jaszuda Miva  (japán), Lisa Ortiz (angol), Molnár Ilona (magyar)
Alicia Whistle (アリシア・ウィッスル; Arisia Visszuru; Hepburn: Arishia Wissuru) egy másik alvó a Második Földön. Alicia egy nagyon fiatal, kedves, naiv kislány, aki még nem sejti, mi vár rá a Földön. Mindig vidám és energikus, bár gyakran nyafog. Az alvó csapat kiképzésén ismeri meg Júdzsit és elhatározza, hogy a párja lesz a csatában, épp ezért Marlene-re úgy tekint, mint a kapcsolatukat akadályozó tényezőre. Később aktiválódnak a B-sejtjei, csatlakozik Tony-hoz, és együtt halnak meg az egyik űrállomás megsemmisülésében. A halála egy a számtalan trauma közül, amit Júdzsi átél.

#### Szeno Mijagi
Szinkronhangja: Hori Kacunoszuke  (japán), Kyle Hebert (angol), Bodrogi Attila (magyar)
Szeno Mijagi (セノ・ミヤギ; Hepburn: Seno Miyagi) a tudományos osztály vezetője a Második Földön. Ő felügyeli az alvókkal kapcsolatos kísérleteket, és amikor a Tanács elválasztja Júdzsit és Marlene-t egymástól, ő javasolja, hogy dolgozzanak össze Júdzsi jobb teljesítménye érdekében. Nem ért egyet a Tanáccsal a Második Földön vívott harcot és az alvók használatát illetően, ezért szervez egy összeesküvést, amivel megdönti a Tanács hatalmát és átveszi a vezetést. Kinevezi a Második Földet az emberiség igazi otthonának, és felhagy a Föld visszaszerzéséért folytatott kísérletekkel. Ezen nézete miatt a Földre visszatérni óhajtó polgárok közt lázadás tör ki, mely során az űrállomás feltehetően megsemmisül.

#### Victor
Szinkronhangja: Szató Maszaharu  (japán), Brice Armstrong (angol), Kajtár Róbert (magyar)
Victor a Második Föld Tanácsának magabiztos és erőskezű elnöke. Szilárdan hisz az Alvó programban, melynek során az alvók B-sejtjeit felélesztve jelentősen megnövelik azok harci teljesítményét. Figyelmen kívül hagyja azonban Szeno Mijagi figyelmeztetését, miszerint az alvók túlzott harci alkalmazása tébolyultságukhoz vezet. Ez okozza vesztét: az emberiség ellen fordult Tony Frost ráuszítja az egyik űrállomásra felvitt blue-kat.

#### Joey Heald
Szinkronhangja: Szuganuma Hiszajosi  (japán), John Burgmeier (angol), Stern Dániel (magyar)
Joey Heald a keleti mentőcsapatok egyik tagja. Barátságos és megértő Júdzsival. Mikor a csapatuk megfogyatkozik és emberhiányba kerülnek, ő segít megtanulni Júdzsinak a mecha harcos használatát, s közben jó barátok lesznek. Viszonyt folytat Marlene-nel, de nem szerelmesek egymásba, csak így vezetik le a feszültséget. Egy blue-val való küzdelemben meghal, ami az első nagy trauma Júdzsi számára.

#### Robert Bradley
Szinkronhangja: Hori Jukitosi  (japán), Kyle Hebert (angol), Megyeri János (magyar)
Robert Bradley a keleti mentőcsapatok vezetője. Tapasztalt és bátor katona. Bármire képes, hogy eljuttassa az alvókat a Második Földre, ennek érdekében még magát is feláldozza.

#### Dice Quaid
Szinkronhangja: Ginga Bandzsó  (japán), Dameon Clarke (angol), Sótonyi Gábor (magyar)
Dice Quaid egy exkatona, aki magányos farkasként harcol a Földön a blue ellen. Nem sokat tudunk róla, csak azt, hogy "nem megy neki a katonásdi". Marlene kezdetben felelősségre akarja vonatni a férfit parancsmegtagadásért, Dice azonban segít Júdzsinak és Marlene-nek eljutni az kilövőállomáshoz, így Marlene végül nem jelenti. Dice nem tart velük a Második Földre.

#### Rick Kilmer
Szinkronhangja: ?  (japán), Sean Schemmel (angol), Joó Gábor (magyar)
Rick Kilmer egy elit katona a Második Földön, és bár a Sleeper Brigade tagjaként harcol, ő maga nem alvó. Beképzelt, magabiztos férfi, szereti az erős nőket. Folyamatosan udvarol Marlene-nek, minimális eredménnyel.

#### Doug Vreiss
Szinkronhangja: Sima Sunszuke  (japán), Brad Jackson (angol), ? (magyar)
Doug Vreiss egy magas rangú tisztviselő a Második Földön. A katonai állomás igazgatója, és részt vesz a Tanács gyűlésein.

#### Elena
Szinkronhangja: Nisimura Csinami  (japán), Kasey Buckley (angol), Bogdányi Titanilla (magyar)
Elena egy fiatal, nomád lány a sivatagban, aki megtalálja Júdzsit, mikor a blue támadásának következtében elszakad Marlene-től és Dice-tól. Beleszeret Júdzsiba, és a fiú részben viszonozza az érzéseit. Júdzsi szeretne normális, boldog életet élni, ezért úgy dönt, nem megy Marlene-nel a Második Földre, hanem Elenáékkal marad. El is indul velük lóháton egy biztonságosabb vidék felé, Marlene-t és Dice-t azonban megtámadja egy blue, és Júdzsinak választania kell a két lány közt. Végül úgy dönt, megmenti Marlene-t, így hát ott hagyja Elenát.

## Zenék
Az openinget és az endinget is Kuvasima Hóko, Marlene Angel szinkronhangja énekli.
Opening:
Kuvasima Hóko - Tokihanate!
Ending:
Kuvasima Hóko - Ai Ga Oshiete Kureta (Love Taught Me)

## Blue Gender: Harcra született
A sorozathoz 2002-ben készült egy mozifilm is Blue Gender: Harcra született (ブルージェンダー ザ・ウォリアー; Burú Dzsendá Za Vóriá; Hepburn: Burū Jendā Za Wōriā; Blue Gender: The Warrior) címmel, Óhata Kóicsi rendezésében, amely az anime cselekményét sűríti össze régi és új jelenetekből (sok jelenetet teljesen újraanimáltak). A film a sorozat újraértelmezése, alternatív feldolgozása, meglepő eltérésekkel. Például Júdzsi az elején más külsővel, hosszú, világosbarna hajjal jelenik meg, valamint a vége is eltér a sorozat befejezésétől. Nagyjából az eredeti sorozat történetének utolsó harmadát eltávolították a filmből, ezért volt szükség egy alternatív befejezésre.
A filmet Magyarországon is bemutatták a sorozat levetítése után, Észak-Amerikában a Funimation Entertainment licencelte.

## Fordítás
- Ez a szócikk részben vagy egészben a Blue Gender című angol Wikipédia-szócikk ezen változatának fordításán alapul.  Az eredeti cikk szerkesztőit annak laptörténete sorolja fel. Ez a jelzés csupán a megfogalmazás eredetét és a szerzői jogokat jelzi, nem szolgál a cikkben szereplő információk forrásmegjelöléseként.